# Groß Köris
Groß Köris – gmina w Niemczech w kraju związkowym Brandenburgia, wchodzi w skład urzędu Schenkenländchen. W 2008 r. liczyła 2 334 mieszkańców.

## Współpraca
Miejscowość partnerska:
- Much, Nadrenia Północna-Westfalia